# Milagros Cabello
Milagros De Jesús Cabello Rondón (Caicara de Maturín, Estado Monagas, 27 de noviembre de 1966) es una funcionaria pública venezolana. Estudió en el Instituto Universitario de Tecnología Industrial Rodolfo Loero Arismendi (IUTIRLA), en el estado Monagas, y se ha desempeñado tanto como asistente administrativo y como contable del Servicio Nacional Integrado de Administración Aduanera y Tributaria (SENIAT).

## Vida personal
El hermano de Milagros, José David Cabello, ha dirigido el organismo en el que trabaja. Otro de sus hermanos, Diosdado Cabello, ha sido presidente de la Asamblea Nacional y vicepresidente del Partido Socialista Unido de Venezuela (PSUV).